# Stigmaphyllon sinuatum
Stigmaphyllon sinuatum är en tvåhjärtbladig växtart som först beskrevs av Dc., och fick sitt nu gällande namn av Adrien Henri Laurent de Jussieu. Stigmaphyllon sinuatum ingår i släktet Stigmaphyllon och familjen Malpighiaceae. Inga underarter finns listade i Catalogue of Life.